# 運動神経

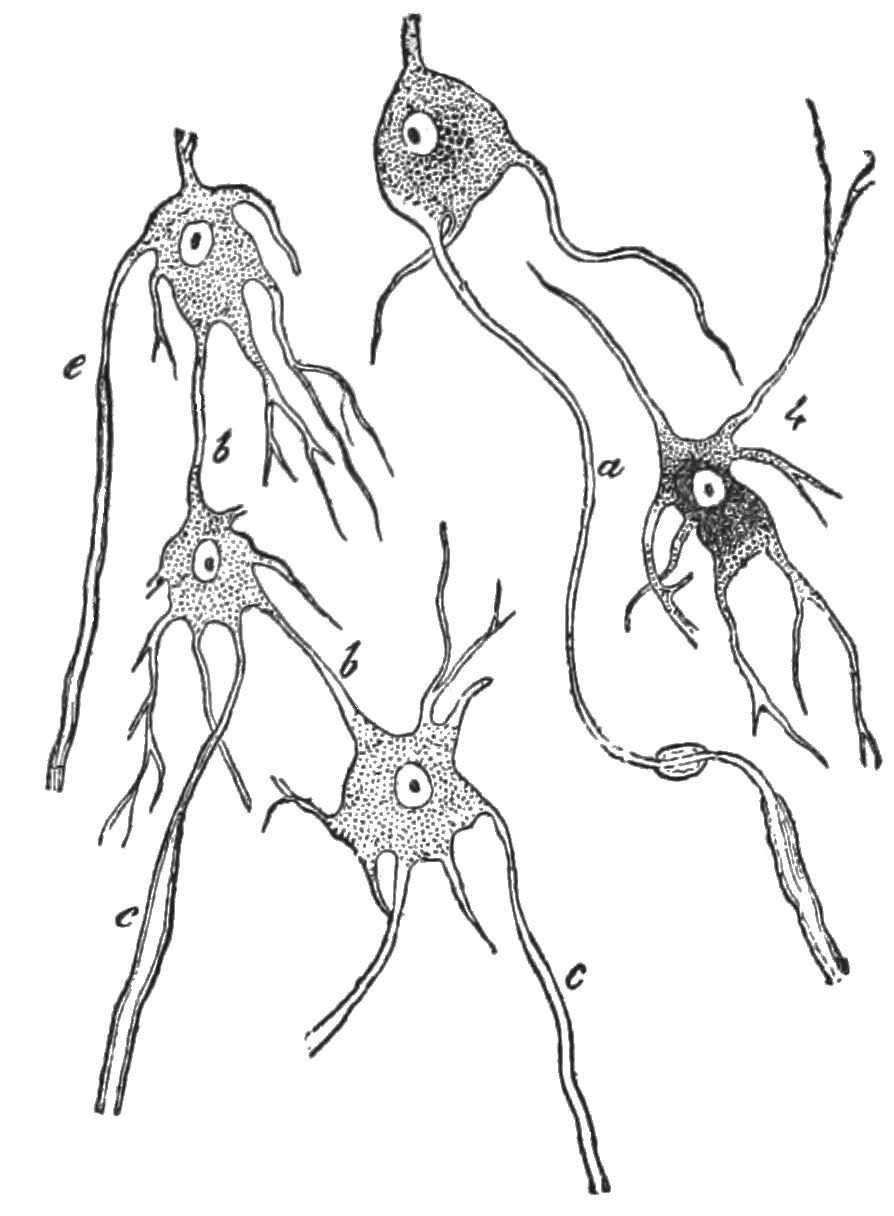
運動神経の細胞

運動神経（うんどうしんけい、ラテン語: nervus motorius）とは、体や内臓の筋肉の動きを指令するために信号を伝える神経の総称である。頭部では脳神経、体部では脊髄神経として、中枢から離れて、末梢に向かうので、遠心性神経という名称でも、呼ばれる。

## 概要
運動神経が最終的に支配する筋肉には、頭・体部の骨格筋と、感覚器や内臓・血管の内臓筋とがある。
体性運動神経
骨格筋を支配する神経は、体性運動神経と呼び、多くの本では「随意運動」に関係すると記されることが多いが、実際の運動の際に同時的に起こる多数の骨格筋の収縮は、小脳や脳幹での統合的な働きの結果として起こされるのであって、真に意識されるとは限らない。
内臓運動神経
他方、内臓や感覚器の平滑筋や心筋の収縮は、内臓運動神経として自律神経により自動的に行われるが、無論中枢全体の感情的な動きと無関係ではなく、いずれかに接続点を持っている。このため、怒りや興奮に伴い、瞳孔散大筋、胃腸平滑筋、心筋などの全てが影響を受ける事が生ずる。なお、体の諸部を走る神経は、純粋に運動神経束より成ることはなく、多くの場合は混合性である。